# Chiesa di Sant'Alfonso all'Arenaccia
La chiesa di Sant'Alfonso all'Arenaccia è una chiesa monumentale di Napoli, situata presso l'incrocio tra via Sant'Alfonso Maria de' Liguori e via Pietro Giannone.

## Storia e descrizione

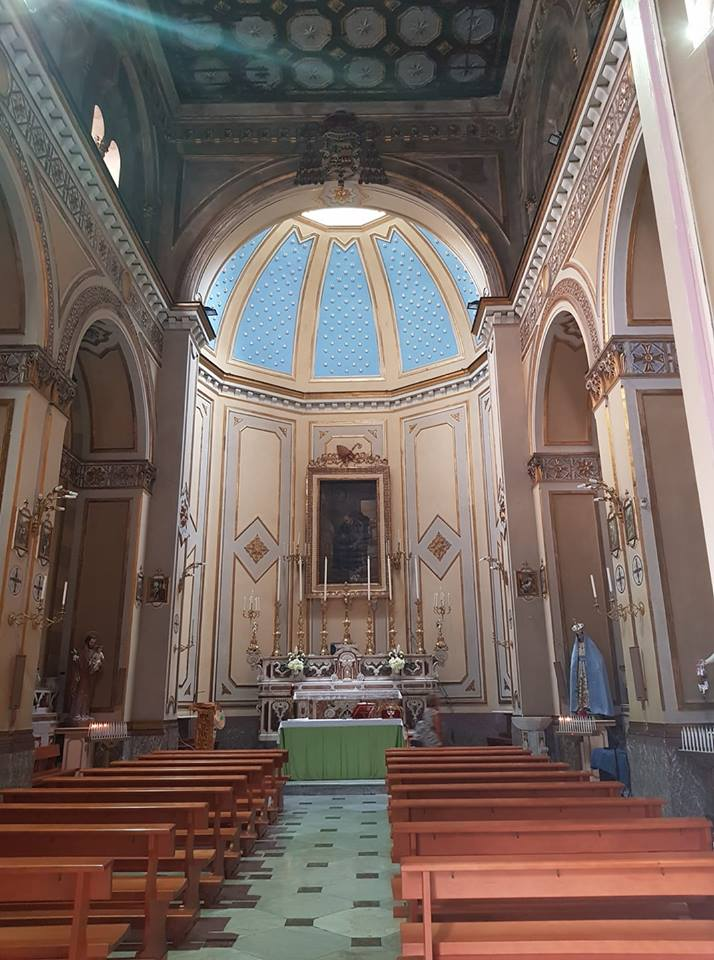
Interno

La struttura fu consacrata nel 1895 dal cardinale e vescovo Guglielmo Sanfelice. In memoria del fondatore, si possono notare i due stemmi scolpiti sul portale e nell'arco trionfale. 
L'esterno, assai semplice, presenta una facciata su due ordini in cui confluiscono reminiscenze romaniche e gotiche: il registro inferiore è aperto dal portale, dove è accennato una sorta di protiro, mentre quello superiore presenta un piccolo rosone sormontato dagli archetti pensili della copertura.
L'interno, a pianta rettangolare, è caratterizzato da un soffitto a cassettoni dorato, più altri abbellimenti presenti su tutta la navata. Di particolare interesse sono i dipinti del XVIII secolo e l'altare maggiore del medesimo tempo; sull'altare a destra è collocato un trittico della metà del XVI secolo.